# 1543 en musique classique
| \| • Retour à la chronologie générale de la musique classique • \| |
| Grèce • Rome • Haut Moyen Âge • VIIIe siècle • IXe siècle • Xe siècle • XIe siècle XIIe siècle • XIIIe siècle • XIVe siècle • XVe siècle • XVIe siècle • XVIIe siècle XVIIIe siècle • XIXe siècle • XXe siècle • XXIe siècle |
| • Retour à la chronologie générale de la musique classique • |

| Années en musique classique : 1540 - 1541 - 1542 - 1543 - 1544 - 1545 - 1546    |
| Décennies en musique classique : 1510 - 1520 - 1530 - 1540 - 1550 - 1560 - 1570 |

## Événements
- Tielman Susato monte une maison d'édition et une imprimerie musicale à Anvers.
- Publication à Venise par Angelo Gardano du Il vero libro di madrigali a 3 voci de Costanzo Festa.
- Fondation officielle de l'Académie philharmonique de Vérone au 1er mai.

## Naissances
Vers 1543 :

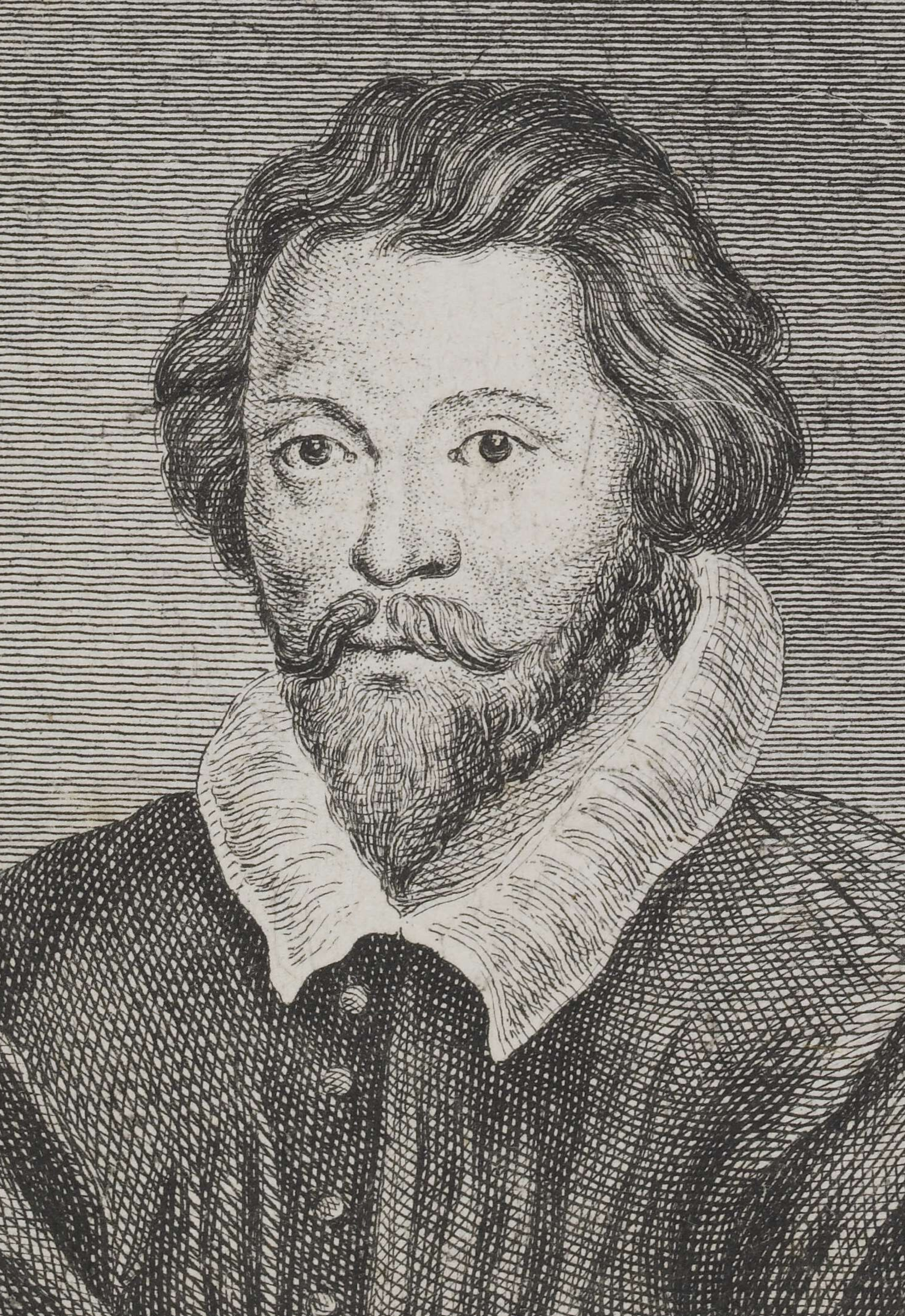
William Byrd

- William Byrd compositeur anglais († 4 juillet 1623).
- ou 1542 : André Pevernage, compositeur franco-flamand († 30 juillet 1591).

Vers 1543-1545 : 
- Alexander Utendal, compositeur franco-flamand († 7 mai 1581).
- Ivo de Vento, chanteur, compositeur et organiste franco-flamand († 3 septembre 1575.

## Décès
- 2 janvier : Francesco Canova da Milano, luthiste et compositeur italien (° 18 août 1497).
- entre le 2 décembre 1542 et le 10 août 1543 : Ludwig Senfl, compositeur suisse (° 1486).